# Jilava
Jilava község és falu Ilfov megyében, Munténiában, Romániában.

## Fekvése
A megye déli részén található, a megyeszékhelytől, Bukaresttől, tizenegy kilométerre délre, a Sabar folyó partján.

## Története
Jilava községnek a régmúltig visszavezethető történelme van. 1929-es archeológiai feltárások során nagy jelentőséggel bíró leleteket tártak fel, melyek alapján a vidék már az I. e. 2. évezredben lakott terület volt, a Gumelnita B kultúra által. Több sírt is feltártak a község területén, melyek közül kettő a 3-4. századból való és szarmata vagy dák eredetű. Egy másik sír a 9. századból származik és egy lovast valamint lovát rejtette magában, az itt felszínre hozott nyílhegyek és vas zabla alapján a maradványok egy besenyő lovasé voltak.
A legrégebbi okirat mely említi a települést egy 1716-ban, Bukarestben kiadott adásvételi szerződés volt, mely szerint egy Jilavai Radu nevű pap Matei Fărcășanu ispánnak eladott egy házat a hozzá tartozó gazdasággal együtt. Egy másik, 1722-ben, Bukarestben kelt okirat ugyancsak említi a Jilavai Radu nevű papot, ebből az iratból az is kiderül, hogy a falu ekkor II. Constantin ispán tulajdonában volt. Ezen iratok alapján feltételezhető, hogy a település Constantin Brâncoveanu havasalföldi fejedelem idejében, 1688 és 1714 között jöhetett létre.
Eredetileg Jilava és Mierlari falvak a Sabar folyó partján álltak. Ugyancsak ezen a helyen állt egy templom is, melynek romjai a második világháború előtt még láthatóak voltak. Helyi elbeszélések szerint, a folyó áradásai miatt a falvakat átköltöztették magasabban fekvő területekre. Feltételezhető, hogy ezen esemény a 19. század elején történhetett, 1815 és 1831 között, amikor Jilava község legrégebbi templomának első freskói készültek. Ezen időszakban nagy számú, Erdélyből érkező magyar lakosság is letelepedett a vidéken.
1864. augusztus 14-ei feljegyzések szerint Jilava falva ekkor Eufrosina Ghica, az Odăile-Mierlari-birtok pedig Costache Crețulescu tulajdonában volt. Az ekkor kihirdetett földhöz juttatási törvény eredményeként a Ghica-birtokból 200 paraszt jutott földhöz, a Crețulescu-birtok területe pedig 101 helybéli között került felosztásra.
A három falu közigazgatási egyesítése 1864-ben történt meg, az ekkor létrejött község neve Jilava-Mierlari lett, Ilfov megye Sabar járásán belül. 1865-ös okirat szerint a község Jilava, Mierlari és Odăile településekből állt, 285 házzal, két templommal és 328 családdal, összesen 1640 lakossal.
Az 1888-ban Dimitrie Manolescu tanító vezetése alatt kirobbant parasztfelkelés során a jilavai lakosok elkergették a polgármestert és a községi vezetőség tagjait valamint elfoglalták a polgármesteri hivatalt. A felkelés során a nagybirtokok felosztását követelték. Erre válaszul a helyszínre vezényelték a hadsereg több egységét, Vartiadi ezredes irányítása alatt. A korabeli feljegyzések szerint az ezt követő megtorlás során Jilava, Copăceni, Greci, Grădiștea, Crețești és más településeken is a katonák megverték az elfogott parasztokat, többet közülük meg is öltek, nőket erőszakoltak meg. A felkelés vezetőit letartóztatták és Domneștibe szállították, ahol súlyosan bántalmazták őket.
1907-ben egy újabb felkelés tört ki Moldva északi részén és viszonylag gyorsan elérte Ilfov megye környékét is. Március 11-én és 12-én egy katonai felderítő egység jelentette Jilava településről, hogy a faluban mintegy 300 paraszt gyűlt össze hangoskodva, de pontos célja a gyűlésnek nem derült ki. Az esetleges lázongások megfékezése érdekében a katonaságot vezényelték a helyszínre, mely meg is hozta a várt eredményt, ugyanis sem Jilaván, sem pedig a megye többi részén nem tört ki semmiféle lázongás.
A 20. század elején Jilava-Mierlari községnek 3178 hektáros területe és 1807 lakosa volt, melyek 457 házban éltek. A község továbbra is Sabar járáshoz tartozott és Jilava, Mierlari valamint Odăile falvakból állt. A községben ekkor két iskola működött, egy fiú és egy leányiskola, továbbá a tulajdonában volt két vízimalom és két templom, egy-egy Jilava és Mierlari falvakban. A községnek ekkoriban két nagy földesura volt: Petrovici Armis 1596 hektáros birtokkal és George Diamandi 500 hektáros területtel. A parasztság tulajdonában 1082 hektár volt.
1908-ban a községhez további két települést csatoltak: Belu és Progresu falvakat, ezzel Jilava község lakossága elérte a 7432 főt, melyet ekkor csatolták az Ilfov megyei Vidra járásához. Az említett két falu 1914 április 1-jét követően önálló községet alkotott, Șerban Vodă néven.
Az első világháború idején, a német megszállás során a helyiek próbáltak ellenállni a megszálló csapatoknak: nem voltak hajlandóak a németeknek dolgozni a mezőgazdasági földeken, illetve a község határában lévő telefonvezetékeket megrongálták, emiatt a települést 1300 lejes bírság befizetésére kötelezték.
Egy 1925-ös évkönyv szerint a község Ilfov megye Vidra járásához tartozott és Jilava, Mierlari valamint Odăile falvakból állt, összesen 2762 lakossal.
A két világháború közötti időszakban a helyiek egyre inkább elkezdtek zöldségtermesztéssel foglalkozni, illetve jelentősen nőtt a község szarvasmarha állománya, 1901-ben még csak 150 darabot számoltak össze, 1920-ban pedig már 785 darab volt a helyiek tulajdonában.
Az 1921. július 17-ei agrárreform eredményeként Alexandrinei G. Florescu földesúr 1054 hektáros birtokát osztották fel 376 helyi lakos között.
Ebben az időszakban jelentek meg az első iparvállalatok is: gyapotfeldolgozó üzem, kaucsukgyár illetve téglagyár nyitotta meg a kapuit. A községben ekkoriban működött még két malom, három vágóhíd, egy pékség valamint a Sabarul Bank helyi fiókja.
A második világháború idején, 1940 tavaszán a román hadsereg rekvirált a községből 679 lovat, 129 szekeret és 247 hámot. 1940 és 1944 között 27 menekült család, összesen 55 fő, telepedett le a községben. 1941. január 21-e és 23-a között a Jilava környéki erdőkben 83 zsidót és egy kommunista politikai foglyot, Constantin Davidot végezték ki. A háború alatt a náci csapatok a környező erdőkben szovjet hadifogolytábort alakítottak ki.

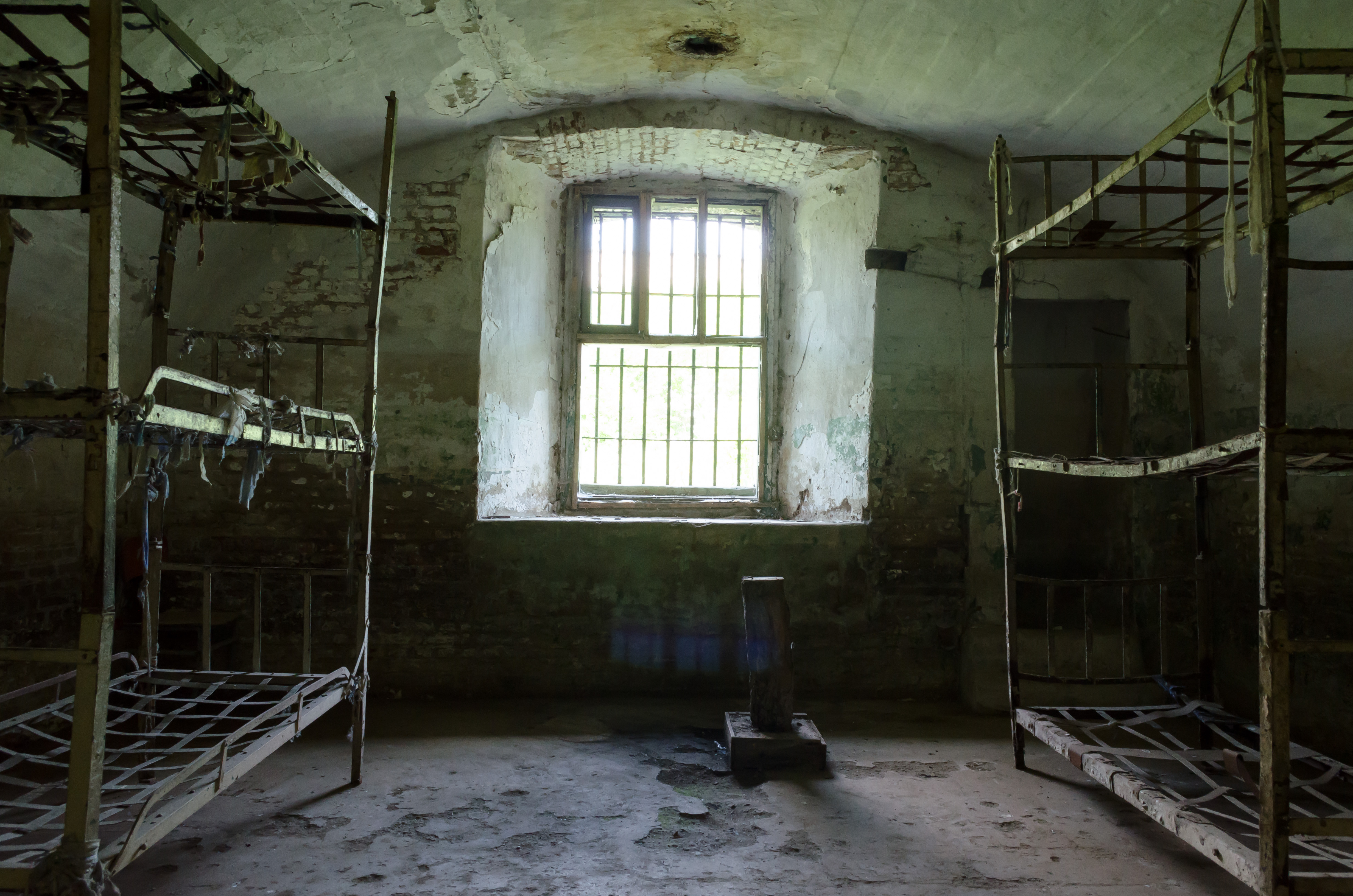
A "13-as erőd" (börtön)

1940. november 26-a éjjelén a Vasgárda egyik paramilitáris egysége, Ștefan Zăvoianu vezetésével, behatolt a Jilavai börtönbe és az alagsorban lemészárolták az itt raboskodó 64 politikai foglyot, az esemény a jilavai mészárlás néven vált híressé. 
Bukaresti letartóztatása után ugyanebben a hírhedt börtönben raboskodott 1954-ben Márton Áron püspök, de itt, e föld alatti erőd-börtönben halt meg Scheffler János szatmár-nagyváradi püspök, és Maczalik Győző gyulafehérvári titkos püspök, valamint itt raboskodott Bogdánffy Szilárd titokban felszentelt váradi püspök is, aki nem sokkal később, 1953-ban a nagyenyedi börtönben halt meg.
1944. augusztus 24-én a Jilava és Sintești közti útszakaszon tűzpárbaj alakult ki a román és német csapatok között, aminek következtében egy román katona meghalt és egy megsebesült. 1944. augusztus 26-án ugyancsak a község közelében német gyalogos csapatok támadtak egy, a területen átvonuló román tüzérségi egységre. A román katonák – miután sikerült felállítaniuk lövegeiket – sikerrel visszaverték a német támadást. Az összecsapás végén közel száz foglyot is ejtettek, három tiszt, huszonöt altiszt és hetven katona került hadifogságba.
1945. március 23-án a Petru Groza vezette kommunista kormány egy új agrártörvényt léptetett hatályba, melynek eredményeként Jilava községben 356 hektár földet osztottak szét 584 lakos között, melyek közül 28 fő háborús özvegy volt, 16 fő háborús veterán, 160 fő földdel nem rendelkező és 380 nagyon kis mezőgazdasági területet birtokló lakos volt.
1949-ben elkezdték kialakítani a kollektívákat, melynek eredményeként a nagyobb gazdaságok állami kézbe kerültek és ezekből hozták létre a „December 30” nevű termelőszövetkezetet.
A régi ipari létesítményeket kibővítették és modernizálták, de újabbakat is építettek. Sokan a helyi lakosok közül, akik korábban a mezőgazdaságban dolgoztak ezekben a gyárakban helyezkedtek el, illetve kerestek új munkalehetőséget a főváros többi üzemében. Ennek következtében szükségessé vált a tömegközlekedés kiépítése Bukarest és Jilava között. Ezekben az években vezették be az elektromos áramot is a községben. Nőtt az egészségügyi ellátás színvonala, az analfabetizmust szinte teljesen sikerült felszámolni és minden felnőtt lakosnak kötelezővé tették a munkába állást.
1950-ben a község előbb Bukarest elővárosi zónájának lett a része, majd a N. Bălcescu nevű rajon része lett Bukarest regionális városán belül. 1968-ban Bukarest egyik elővárosi községe lett, ekkor már Mierlari és Odăile falvak elveszítették önálló települési rangjukat, beolvadva és egyesülve Jilava településével.
1970 és 1980 között megépültek az első panellakások, az utakat pedig először lekövezték majd leaszfaltozták.
1981-ben az Ilfovi mezőgazdasági szektor része lett, egészen 1998-ig, amikor ismét létrehozták Ilfov megyét.
Az 1989-es rendszerváltást követő gyors ipari hanyatlás eredményeként a helyiek elveszítették munkahelyeiket, így kénytelenek voltak ismét a mezőgazdaságban és az állattenyésztésben keresni megélhetési lehetőséget. Az elmúlt években egyre nagyobb mezőgazdasági területen kezdtek különböző zöldségek termesztésébe.

## Lakossága
| Nemzetiségek        | 2002  | 2002   |
| ------------------- | ----- | ------ |
| Románok             | 10634 | 89,21% |
| Romák               | 1232  | 10,33% |
| Magyarok            | 27    | 0,33%  |
| Törökök             | 10    | 0,08%  |
| Ukránok             | 3     | 0,02%  |
| Németek             | 3     | 0,02%  |
| Bolgárok            | 2     | 0,01%  |
| Görögök             | 2     | 0,01%  |
| Lipovánok           | 1     | 0,0%   |
| Tatárok             | 1     | 0,0%   |
| Szerbek             | 1     | 0,0%   |
| Egyéb nemzetiségűek | 2     | 0,01%  |
| Nem nyilatkoztak    | 1     | 0,0%   |
| Összesen            | 11919 | 100,0% |

## Látnivalók
- Jilavai börtön – 1907-ben építették. A komplexum magja az egykor Bukarestet a török támadásoktól védő rendszer 13. erődje volt. A kommunizmus alatt számos politikai fogoly raboskodott itt. Ugyancsak ezen a helyen végezték ki Ion Antonescu román diktátort 1946. június 1-jén.
- Szent Konstantin és Szent Heléna ortodox templom – 1817-ben épült.
- Szűz Mária mennybevétele ortodox templom – 1843-ban szentelték fel.
- Radu vajda kútja